# Dekameron

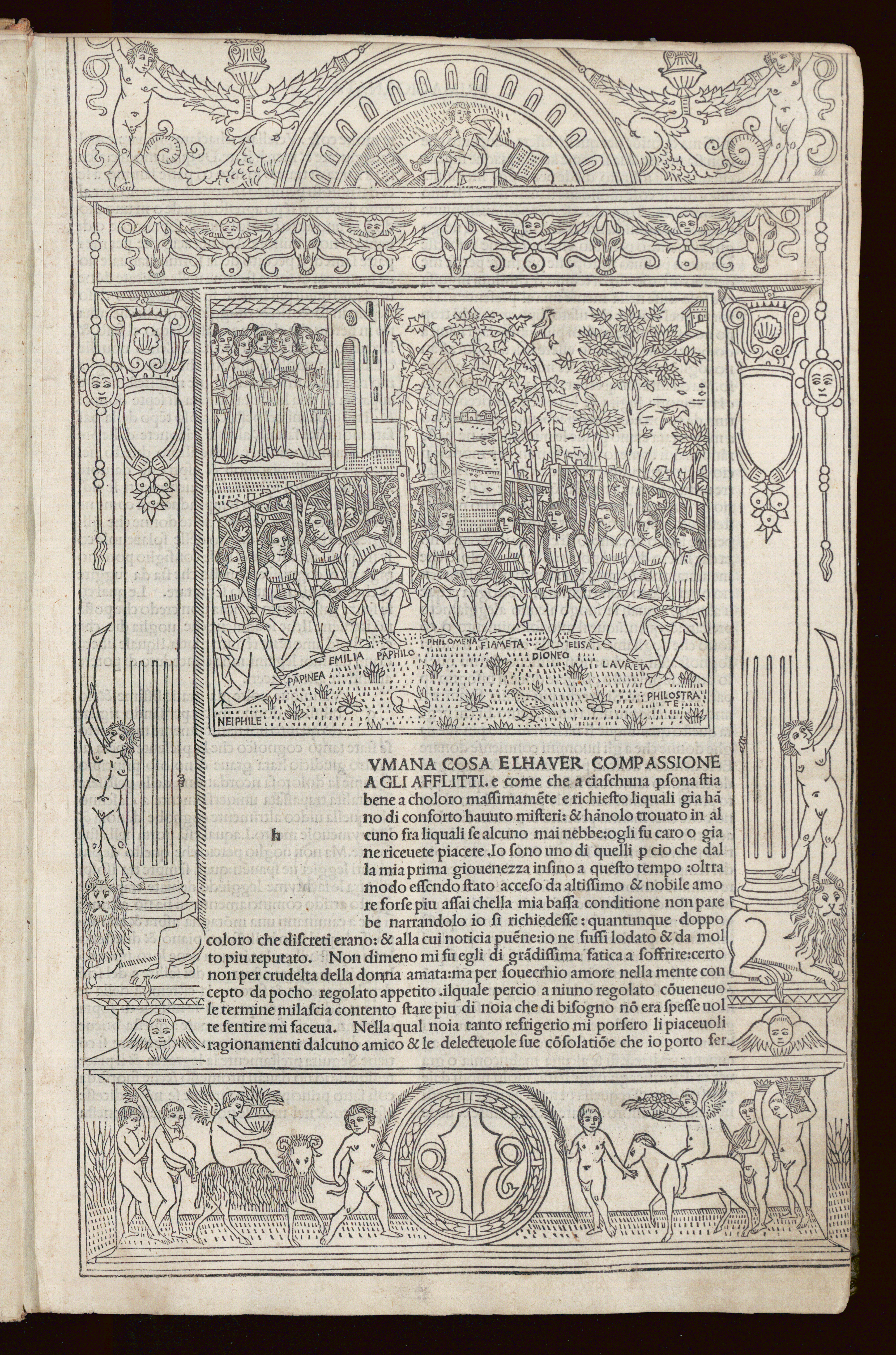
Decameron, 1492

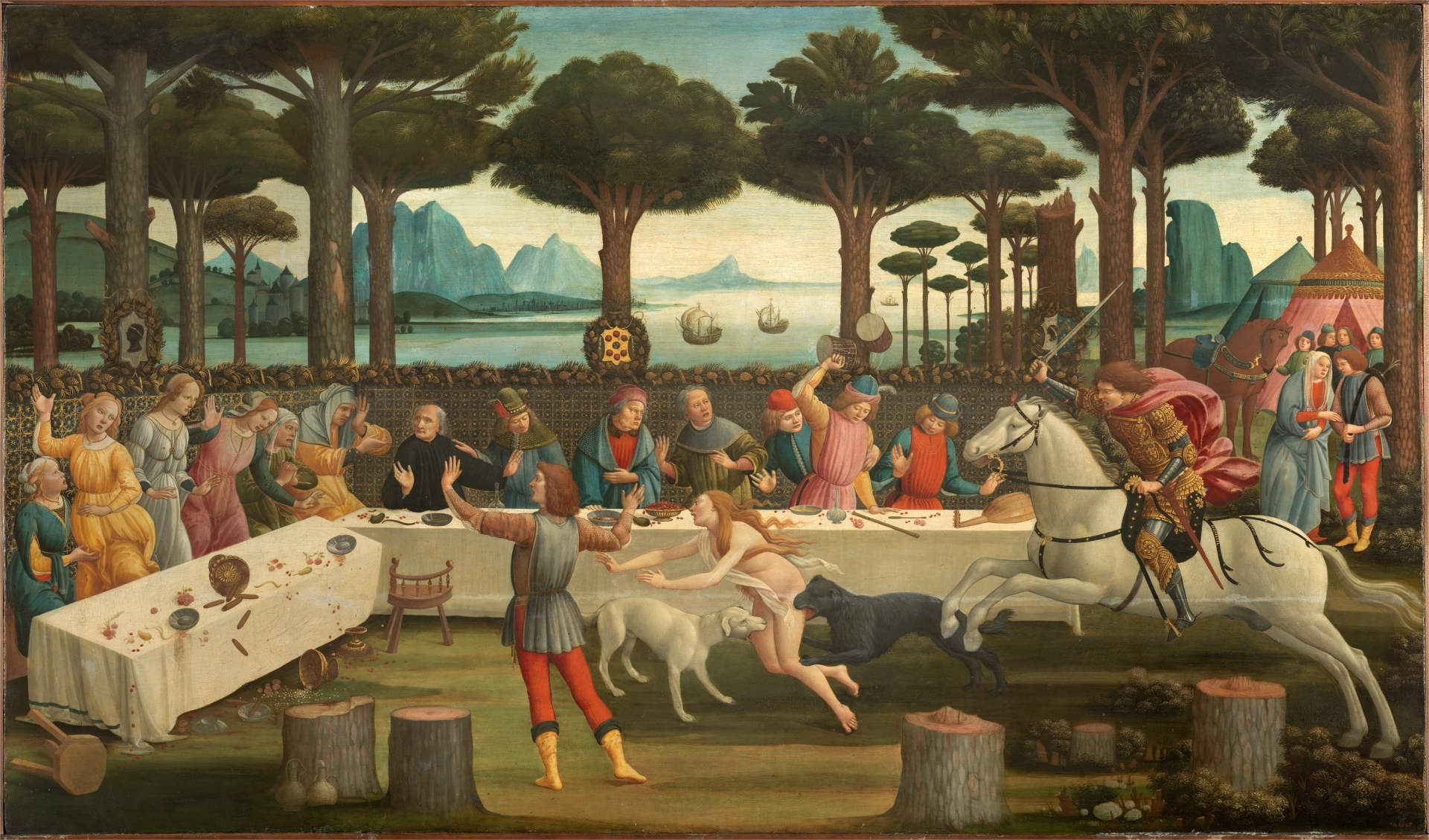
Jedna z ilustracji Botticellego do Dekameronu

Dekameron (Il Decamerone, z greki deka hemeron, dziesięć dni) – dzieło literackie Giovanniego Boccaccia, napisane w języku włoskim prawdopodobnie w latach 1350–1353, a po raz pierwszy wydane drukiem ok. 1470 roku. W 1559 roku Dekameron umieszczono w indeksie ksiąg zakazanych.

## Kompozycja
Jest to zbiór 100 nowel, które w ciągu 10 dni w roku 1348 opowiada sobie dla zabicia czasu grupa 10 szlachetnie urodzonych florentyńczyków (7 pań i 3 młodzieńców), którzy schronili się przed zarazą (epidemią dżumy) w okolicach Florencji. Każdy dzień miał swój temat zadany przez kolejno wybieranego „króla” lub „królową”. Nowele stanowią opis obyczajów w epoce włoskiego średniowiecza, dając wyraz z jednej strony bujnemu życiu, pełnemu miłości, przygód erotycznych i ludzkiej zmysłowości, z drugiej zaś strony wyrażając podziw dla inteligencji, sprawności umysłu ludzkiego, bystrości i sprytu. Głównym motywem opowiadań jest szeroko interpretowane pojęcie miłości (największej z potęg): miłość małżeńska – pozamałżeńska, zmysłowa – platoniczna, tragiczna – idylliczna.
Bohaterowie Dekameronu reprezentują wszystkie grupy społeczne. Są tu królowie i książęta na równi ze służbą, urzędnicy, sędziowie, kupcy, rycerze, ludzie marginesu, jest także zakochany filozof, a także postacie dobrze znane w XIV-wiecznej Florencji. Prawda historyczna jest natomiast traktowana z przymrużeniem oka.
Pod względem kompozycji utwór nawiązuje do Księgi tysiąca i jednej nocy, opowiadania zachowują swoją autonomię, ale komponują się w całość. Czas mierzony jest według liczby 7 (oznaczającą porządek boski), florentyńczycy dzielą go w następujący sposób: 4 dni na opowiadania, 3 dni na modlitwę. Układ 4:3 pokazuje zwrot ku doczesności, ale stałą pamięć o Bogu.
W poszczególnych nowelach autor skupia na ogół akcję wokół jednego tylko motywu – często umieszczonego w tytule, pojawiającego się potem w każdej fabule. Opisy i komentarze są bardzo zredukowane. Boccaccio odwołał się do takich gatunków, jak baśń, przypowieść, romans rycerski, bajka, mit. Nadał im jednak w miarę jednolity kształt, udoskonalił konstrukcję, snując opowieść bez dygresji i dłużyzn, skupiając całą uwagę na jednym wątku, zaskakując słuchaczy niespodziewanymi zwrotami akcji i efektowną pointą.

## Treść
Zbiór rozpoczynają opowiadania o ludzkich przywarach, takich jak głupota, skąpstwo, rozpusta, obłuda.
Dzień drugi przynosi najbardziej nieprawdopodobne historie, w których szczęśliwe zakończenie graniczy zwykle z cudem.
Dzień trzeci poświęcony został miłosnym awanturom mnichów, pustelników i zakonnic. Najbardziej pikantną nowelą tej części jest Diabeł i piekło.
Czwartego dnia opowiadane są historie, które skończyły się nieszczęśliwie.
Piątego dnia opowiadają o romansach i flirtach, które zaczynały się często miłością bez wzajemności, a kończyły małżeństwem. Do tej części należy mistrzowska nowela pt. Sokół. Jej tytuł dał nazwę teorii budowy klasycznej noweli (teoria sokoła).
Część szóstą wypełniają najkrótsze i najdowcipniejsze anegdoty nawiązujące do tradycji średniowiecznych historyjek zwanych novellino.
W siódmej części tematem wiodącym stają się zdrady małżeńskie, prowokowane zwykle przez kobiety.
Ósmego dnia narratorzy dyskutują m.in. o miłości i pieniądzach.
Dziewiątego dnia dochodzą zaś do wniosku, że czasem warto wyrzec się miłości.
Po dwóch tygodniach pobytu w podmiejskiej willi bohaterowie wracają do Florencji, gdzie prawdopodobnie szaleje jeszcze dżuma. Dalsze losy dziesięciorga narratorów nie są jednak opisane. Rozchodzą się oni jak widzowie po zakończonym seansie, każdy w swoją stronę.

## Ekranizacja
Opowiadania Boccaccia przeniósł na ekran kinowy Pier Paolo Pasolini. Jego film Dekameron powstał w 1971 i otrzymał Srebrnego Niedźwiedzia. Dzieło w odświeżonej formie powraca również w 2024 r. jako miniserial, The Decameron, stworzony przez Kathleen Jordan. Jej wizja stanowi współczesną wersję średniowiecznej opowieści. 